# أنجدان
الأَنْجُدَان (من الفارسية: انْگُدَانْ، من انْگْ: الصمغ ودَانْ: الحبّ) أو الوشق أو أبو كبير أو الأَنْجُذَان أو الكَلَخ المُنْتِن أو الحِلْتِيت أو الحِلْثِيث أو المحروث (أو هو اسم جذوره فقط) (الاسم العلمي: Ferula assa-foetida) نوع نباتي يتبع جنس الكلخ من الفصيلة الخيمية. يستخرج من هذا النبات صمغ الحلتيت أو صمغ الأنجدان.
نبات الأنجدان يتبع جنس الكلخ من الفصيلة الخيمية ويستخرج منه صمغ الحلتيت وصمغ الأنجدان، والموطن الأصلي لنبات هو الشرق والأوسط وإيران، ويزرع منه في الهند بكميات بسيطة.
له رائحة مميزة، ويدخل في الطهي. يستخدم الأنجدان المجفف مثل التوابل وعادة ما يتواجد في المطبخ الهندي والمطبخ الإيراني ، ودخل أوروبا منذ القرن السادس عشر الميلادي وله عدد من الفوائد الصحية حيث تم استخدامه في الحضارات القديمة لأغراض علاجية.
يتكون الأنجدان من 15% من الزيوت الطيارة وحمض الفيرليك وبعض التانول مع مجموعة من المواد والمركبات النشطة التي جعلت من استهلاك هذا النبات عدد من الفوائد الصحية.

## الموئل والانتشار
النبات واطن في المغرب العربي.

## الفوائد
لصمغ نبات الأنجدان (الحلتيت Asafoetida) فوائد كثيرة. بعض الفوائد الأكثر شعبية لهذا النبات هي القدرة على حماية الجهاز الهضمي وتحسين أعراض الدورة الشهرية المزعجة والتقليل من الالتهاب والقدرة على تعزيز الجهاز المناعي والقضاء على اضطرابات الجهاز التنفسي ومنع الاضطرابات الإنجابية وتحسين التقلبات المزاجية والاضطرابات العصبية والقدرة على تخفيف الألم.

### الوقاية من السرطان
أظهرت مجموعة من الأبحاث العلمية مؤخرًا أهمية هذا النبات في الوقاية من مرض السرطان بسبب ما يحتوي عليه من مضادات أكسدة وحمض الفريوليك التي تسعى لتحييد الجذور الحرة داخل الجسم وقد تم ربطهم بالتقليل من ظهور الخلايا السرطانية.

### مسكن
الآلية الدقيقة لتخفيف الألم لا تزال غامضة ولكنه بمثابة مسكن آمن لمجموعة من الألأم المختلفة مثل الألم المزمن بعد العمليات الجراحية وألام المغص عند الأطفال والانتفاخات والغازات وتخفيف ألم المفاصل والركب إضافة النبات لنظام الغذائي لا يسبب أي ضرر للإنسان.

### حماية الجلد
من ضمن استخدامات النبات هي الحصول على نضارة وجمال وشكل الجلد الممشوق بجانب علاج لدغات الحشرات والتهيج والحكة الجلدية ويسرع من علاج الالتهابات الجلدية .

### الخصوبة
يعد النبات بمثابة منبه جنسي هو معروض للقضاء على مشاكل العجز الجنسي والعقم عند الرجال والنساء، من خلال تحفيز النشاط الهرموني وزيادة الطاقة وتدفق الدم للمناطق التناسلية لذلك فهو مثير للشهوة وليس لها أي آثار جانبية.

### علاج اضطرابات الجهاز الهضمي
يمكن إعطاء النبات لهؤلاء الذين يعانون من الانتفاخ والغازات والديدان المعوية ومشاكل القولون العصبي وعسر الهضم والإمساك والإسهال وانتفاخات البطن الزائدة ومشاكل التسمم الغذائي والاضطرابات بالمعدة ويقلل من الإصابة بسرطان القولون وسرطان المستقيم.

### علاج اضطرابات الجهاز التنفسي
النبات بمثابة مضاد للفيروسات ومضاد للالتهابات يساعد في القضاء على البلغم الزائد والمخاط والبكتيريا والجراثيم التي تتكون به مما يحمي الجهاز التنفسي كما أنه يزيد من القدرة المناعية مما يتيح التنفس بسهولة خاصة لمرضى الربو.

### علاج الصداع
بسبب مضادات الالتهاب والمواد الكيميائية النشطة بالنبات فإنهم يعملان معًا على تهدئة الألم والصداع في مقدمة الرأس والجبهة من خلال تحسين تدفق الدم في الشعيرات الدموية والقضاء على الجذور الحرة بذلك القضاء على الصداع والصداع النصفي.

### الاضطرابات العصبية
يستخدم راتنج (صمغ) جذور النبات في علاج وتهدئة الجسم والعقل ضد الهستيريا وتقلب المزاج والقلق المزمن والاكتئاب والإجهاد الذي يسبب بالتبعية الإصابة بالاضطرابات العصبية .

### الصحة الإنجابية
يعزز من افراز هرمون البروجسترون هو أحد أهم العناصر للصحة التناسلية عند النساء كما أنه يحفز من سلامة الحامل ويساعد على منع الولادة المبكرة والنزيف الحاد والعقم ويهدئ من أعراض الحيض عند النساء بشكل عام.

### علاج أوجاع الأسنان
يتم خلط النبات مع قطرات زيت جوز الهند يكون بمثابة مسكن ومهدئ للوجع الأسنان ومضاد الجراثيم والتهابات الرئة.

## الإفراط في التناول
الاستهلاك المفرط للنبات يسبب الغثيان والتقيؤ والإسهال وعدم الراحة والتبول وكما أن الاستهلاك لفترة طويلة من قبل النساء بسبب مخالفة لمواعيد دورة الطمث الشهرية لابد من تناول المسحوق أو النبات عمومًا تحت إشراف طبي لمزيد من الفعالية..

## مرادفات للاسم العلمي
- (باللاتينية: Ferula foetida St.-Lag.)
- (باللاتينية: Ferula hooshee Lindl. ex Descourt.)
- (باللاتينية: Narthex assafoetida (L.) Falc.)
- (باللاتينية: Peucedanum hooshe Baill.)